# Диао (река)
Диао — крупнейшая река острова Новая Каледония, длиной около 100 км. Протекает по территории Северной провинции.

## Описание
Река Диао протекает на северо-западе Новой Каледонии, беря своё начало в Центральной гряде, на западном склоне горы Панье. Устье расположено почти в самой северной точке острова. В низовьях реки расположен населённый пункт Уэгоа, центр одноимённой коммуны. Устье находится между деревнями Буалэ и Пам.
Вместе со своими притоками Диао образует речной бассейн площадью 620 км², неся в своих водах большое количество песка и ила, вымываемых из осадочных отложений Центральной гряды и из слюдяных сланцев горы Панье. В устье расположены мангровые заросли, река здесь перегорожена дамбой.
В 1863 году здесь было найдено золото, однако в ходе добычи в 1870-х гг. было добыто всего 213 кг жёлтого металла. Однако затем были обнаружены руды цветных металлов, в первую очередь, никеля, началась промышленная добыча.